# Yevgenia Markovna Albats

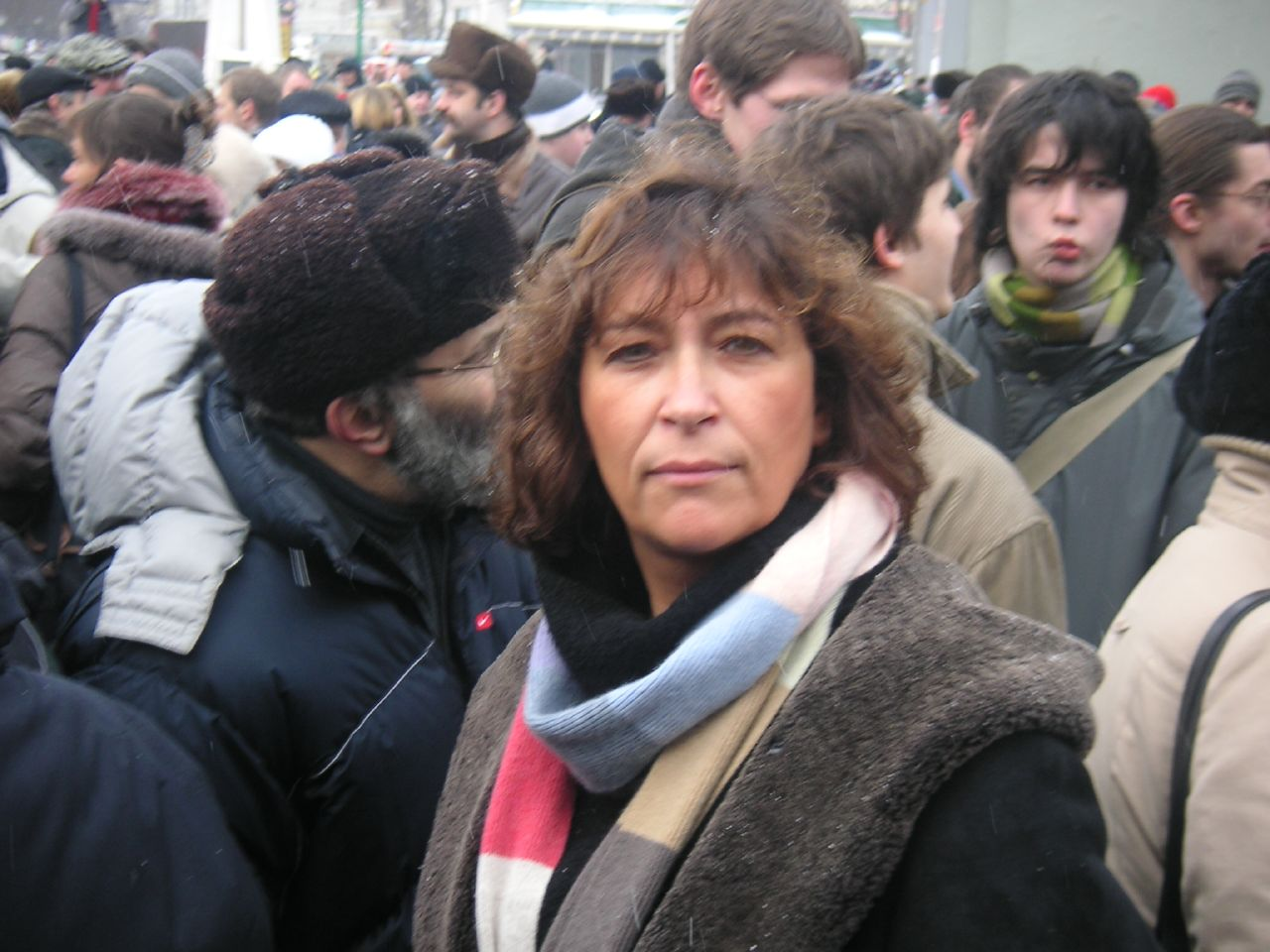
Yevgenia Albats

Yevgenia Markovna Albats (sinh ngày 5/9/1958) là một nhà báo điều tra, nhà nghiên cứu chính trị, phát thanh viên đài phát thanh của Nga.
Albats tốt nghiệp từ Đại học Báo chí Matxcơva năm 1980 (cùng lớp với một nhà báo Nga cũng rất nổi tiếng Anna Politkovskaya). Cô bắt đầu công việc nhà báo ở tờ Izvestia. Từ năm 1986 đến 1992 cô công tác tại tờ "Tin tức Matxcơva". Từ năm 1996 đến năm 2006 Albats quay trở lại Izvestia đảm nhiệm cột báo "We and Our Children" (Chúng ta và con cái chúng ta). Cô đã nhận được Giải thưởng Cây bút vàng của Hiệp hội nhà báo Nga năm 1989.
Năm 1997, Albats bị Izvestia sa thải vì đã viết những bài báo vạch trần sự phạm pháp của FSB. Cô được khôi phục lại cương vị cũ vào ngày 15/3/1997.